# Mr. Bungle

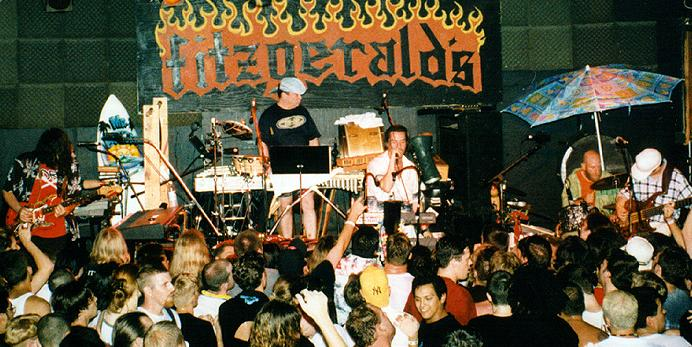
Mr. Bungle in 1999

Mr. Bungle is een experimentele rockgroep uit Californië.
De band ontstond in 1985 toen de bandleden nog op de middelbare school zaten. De band is vernoemd naar een educatieve film voor kinderen. Mr. Bungle bracht eind jaren tachtig vier demotapes uit en kreeg daarna een contract aangeboden door Warner Bros. Records. Daar brachten ze tussen 1991 en 1998 drie albums uit. De band toerde tot en met 2000 om hun laatste album te promoten voordat ze in 2004 stopten. Ondanks hun contract bij een groot platenlabel is de groep nooit doorgebroken en heeft de band slechts één videoclip uitgebracht.
Alhoewel er verschillende wijzigingen in de bezetting zijn geweest, zijn de vaste leden zanger Mike Patton (Faith No More, Fantômas, Tomahawk), gitarist Trey Spruance (Secret Chiefs 3), bassist Trevor Dunn (Fantômas) en drummer Danny Heifetz geweest.
Mr. Bungle staat bekend om zijn zeer diverse muziekstijl die allerlei muziekgenres omvat. Veel nummers hebben ongewone ritmes en er werd veelvuldig gebruikgemaakt van samples. Tijdens optredens waren de bandleden vaak verkleed en speelden ze ook regelmatig covers van zeer uiteenlopende artiesten.

## Albums
Demoalbums
- The Raging Wrath of the Easter Bunny (1986)
- Bowel of Chiley (1987)
- Goddammit I Love America (1988)
- OU818 (1989)

Studioalbums
- Mr. Bungle (1991)
- Disco Volante (1995)
- California (1999)
- The Raging Wrath of the Easter Bunny (2020)

Live albums
- The Night They Came Home (2021)